# Vila Berty Petschkové
Vila Berty Petschkové se nachází v Praze-Bubenči v ulici Pelléova. Jejím vlastníkem je Česká republika a užívá ji Správa služeb diplomatického sboru. Vila je v areálu velvyslanectví Čínské lidové republiky.

## Historie
První obytný dům zde stál od roku 1869, jeho architektem byl Alfred Kirpal. Nechala jej postavit Eleonora Kaisrová na dvou koupených a sloučených pozemcích. Od roku 1888 byla vila v majetku dr. Nathana Robitschka a po jeho smrti roku 1904 přešla po dílech na jeho dceru Bertu provdanou roku 1890 za Julia Petschka.
Podoba vily
Klasicistní vila s jednoduchou dispozicí měla vstup uprostřed čelní zdi. Z haly vpravo byla jídelna s kuchyní, nalevo se vcházelo do salonu. Ze salonu, který měl na severní straně široký arkýř, byl vstup do pokoje a na verandu. Patro bylo rozděleno čtyřmi pokoji, chodbou a malým hospodářským schodištěm do podkroví. Jeden pokoj měl arkýř a jeden verandu. Dům byl podsklepen pouze částečně.
Po obou stranách hlavního vstupu byly niky se sochami bohyň a nad nimi reliéfní tonda. Vstupní portál byl lemován kanelovanými pilastry a korintskými hlavicemi. Pilastry byla lemována také jednoduchá valeně zaklenutá okna v patře. Ta byla spojena společnou římsou.
Zahrada kolem domu byla protáhlá, s nízkým zděným hospodářským stavením a údajně obsahovala mnoho soch. Robitschek nechal upravit verandu v zahradní části domu v hlubší dvoupodlažní novorenesanční lodžii s arkádou. Roku 1904 dal v zahradě postavit skleník s palmami ve střední části.
Berta Petschková vilu zmodernizovala a z hospodářského stavení roku 1916 vybudovala pokoj pro hosty. Návrh i přestavbu v novorenesančním stylu provedla firma Aloise Potůčka. Zvýšený suterén získal místnosti pro služky a prádelnu s žehlírnou, přízemí dva hostinské pokoje, koupelnu a okna pokojů vzhled severních oken Vladislavského sálu na Pražském hradě.
Po roce 1938
Rodina Petschkova opustila Československo roku 1938 ještě před nástupem nacismu. V době okupace byla zabavena úřady a po skončení války roku 1945 propadla státu. Roku 1959 ji zrekonstruovala Pražská stavební obnova. Je stále v majetku státu a Správa služeb diplomatického sboru ji užívá pro Velvyslanectví Čínské lidové republiky.